# Camsell River
Der Camsell River ist ein etwa 420 km langer Zufluss des Großen Bärensees in den Nordwest-Territorien von Kanada.

## Verlauf
Der Camsell River hat seinen Ursprung im Sarah Lake. Anschließend durchfließt er in nördlicher Richtung eine Reihe von weiteren Seen, darunter Faber Lake, Rae Lake, Hardisty Lake, Hottah Lake und Clut Lake. Der Camsell River mündet schließlich am Südostufer des Großen Bärensees in die Conjuror Bay.

## Hydrologie
Der mittlere Abfluss (MQ) beträgt 106 m³/s. Das Einzugsgebiet beträgt etwa 32.200 km². Ein größerer Zufluss bildet der Wopmay River, der von Nordosten kommend in den Hardisty Lake mündet.

## Name
Der Flussname wurde 1959 offiziell vergeben. Wahrscheinlicher Namensgeber ist Charles Camsell (1876–1958), ein kanadischer Geologe, der 1936–1946 Commissioner der Nordwest-Territorien war.